# Fuensanta Nieto
Fuensanta Nieto (Madrid, 18 april 1957) is een Spaans architecte. Ze is vooral bekend voor haar werk voor de firma Nieto Sobejano Arquitectos, die zij in 1984 mede-oprichtte. Ze haalde haar diploma aan de Hogere Technische School voor Architectuur van Madrid (ETSAM). Van 1986 tot 1991 was ze redacteur van vaktijdschrift ARQUITECTURA.
Ze heeft gedurende haar carrière gewerkt aan de constructie van verschillende musea en exposities. Zo heeft ze onder meer gewerkt voor het museum bij Medina Azahara nabij Córdoba en het Arvo Pärt centrum in Estland. Namens Nieto Sobejano Arquitectos ontving zij de Alvar Aalto Medaille van SAFA, de Finse vereniging voor architecten.

## Galerij

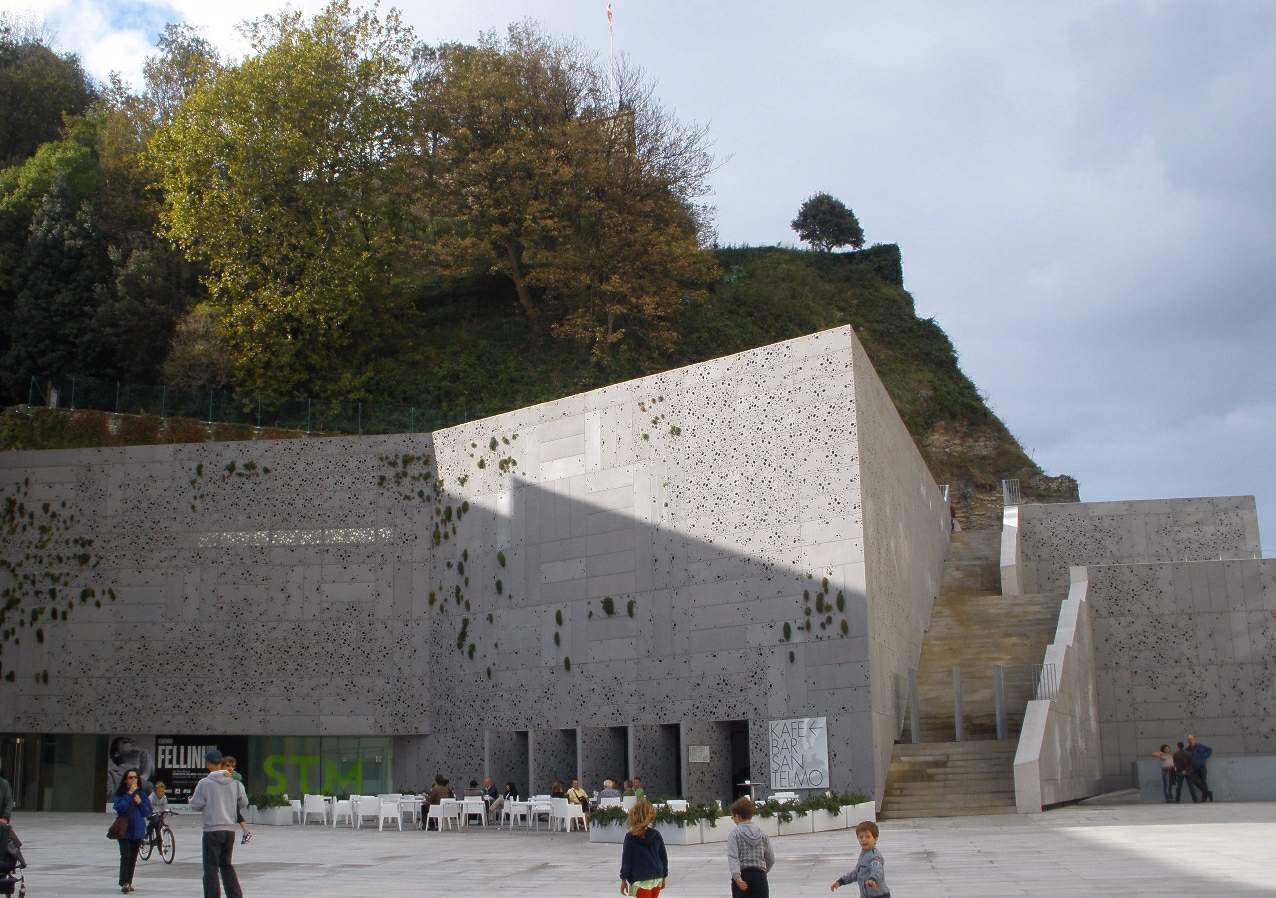
Museum San Telmo in San Sebastian
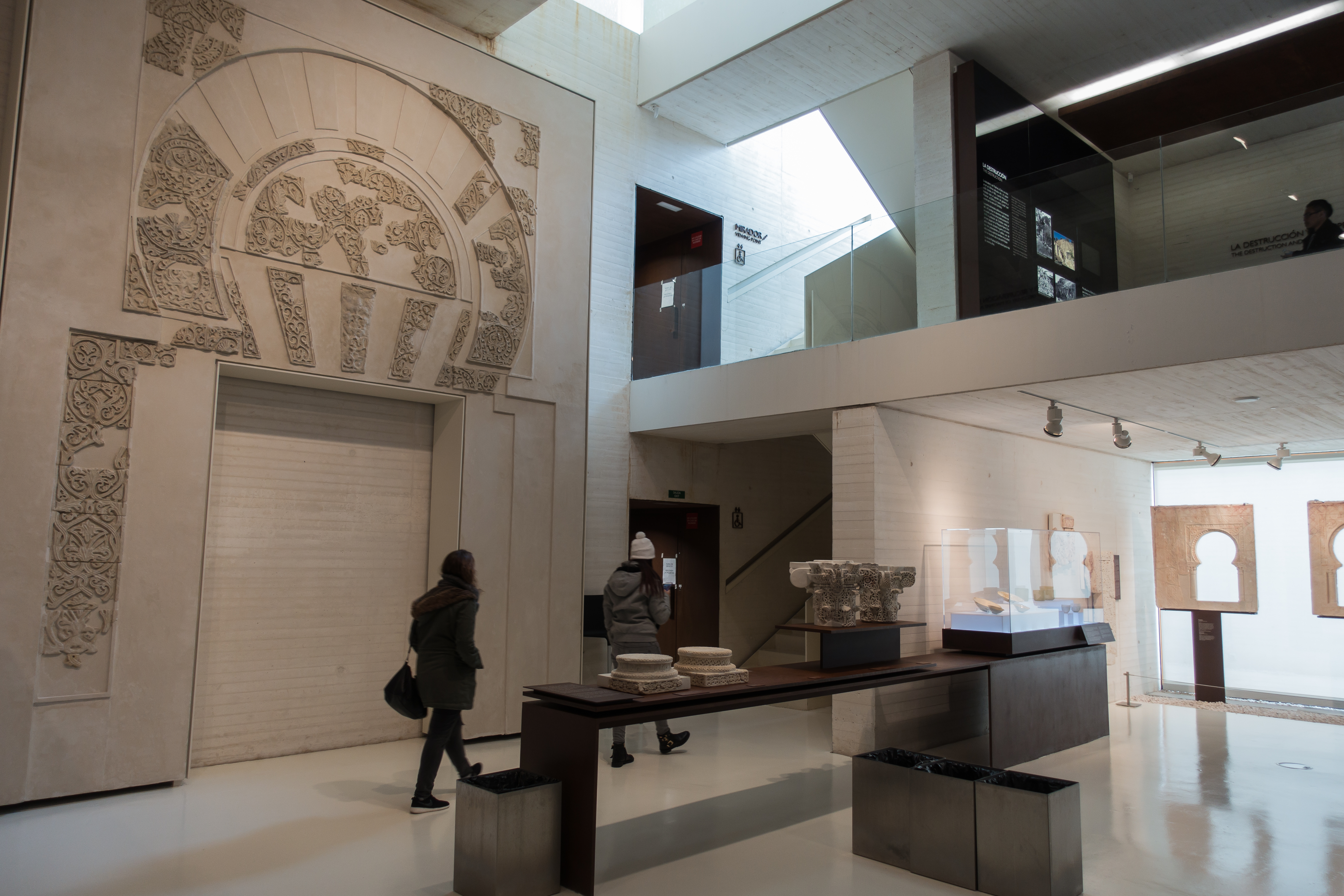
Museum Medina Azahara in Córdoba

- Bibsys: 3087951
- Biblioteca Nacional de España: XX1648688
- Bibliothèque nationale de France: cb16975942m (data)
- Catàleg d'autoritats de noms i títols de Catalunya: 981058519514406706
- Gemeinsame Normdatei: 129395803
- International Standard Name Identifier: 0000 0005 1772 3296
- KulturNav: 8af01851-4471-4050-8144-b8e5419a0294
- Réseau des bibliothèques de Suisse occidentale: 02-A006226934
- Système universitaire de documentation: 128759704
- Union List of Artist Names: 500226650
- Virtual International Authority File: 151179945